# Vendegies-au-Bois
 Vendegies-au-Bois là một xã của tỉnh Nord, thuộc vùng Hauts-de-France, miền bắc nước Pháp.